# Mostra Augustea della Romanità
La Mostra Augustea della Romanità, svoltasi tra il 1937 e il 1938, fu uno dei numerosi eventi organizzati in Italia durante il fascismo, con evidente scopo propagandistico, in occasione del Bimillenario Augusteo, ovvero i 2000 anni dalla nascita di Augusto (23 settembre 63 a.C.).

## Storia preliminare
In occasione dell'esposizione nazionale per il cinquantenario dell'Unità d'Italia nel 1911, Rodolfo Lanciani e il suo assistente Giulio Quirinio Giglioli avevano organizzato un'esposizione a carattere archeologico nelle Terme di Diocleziano. Nel 1927 Giglioli, ora professore di archeologia e assessore alle antichità e belle arti di Roma, promosse l'istituzione di un Museo dell'Impero romano (prima nell'ex-convento di Sant'Ambrogio, ma già nel 1929 spostato nel più ampio Palazzo Pantanella), con l'intento di dare seguito e stabilità all'esposizione del 1911.
Nel 1932 Giglioli e altri antichisti, soprattutto Carlo Galassi Paluzzi, presidente dell'Istituto nazionale di studi romani, suggerirono a Mussolini di attuare un programma di iniziative espositive e archeologiche su larga scala in vista del bimillenario di Augusto, tra cui la realizzazione di importanti scavi archeologici in tutta Italia e la creazione di Piazza Augusto Imperatore a Roma, facendovi riemergere il mausoleo di Augusto e collocandovi l'Ara Pacis.
Giglioli organizzò la Mostra Augustea della Romanità assieme a giovani collaboratori come Colini, Pietrangelo, Luigli e Squarciapino. Le prime 26 sale seguivano la cronologia della storia romana, dalla fondazione di Roma alla tarda età costantiniana, ed erano allestite con architetture effimere.

## L'apertura al pubblico
La Mostra Augustea fu aperta dal 23 settembre 1937 al 4 novembre 1938 nel Palazzo delle Esposizioni in via Nazionale a Roma. Nelle 80 sale erano esposte numerose copie di sculture e reperti vari che avrebbero dovuto illustrare la civiltà romana in tutta la sua estensione e rappresentare un modello per l'Italia fascista. La mostra raccolse oltre 700.000 visitatori ed è perciò da considerarsi − insieme con le due edizioni della Mostra della Rivoluzione fascista - uno dei grandi eventi autocelebrativi dell'Italia fascista, propagandata dai giornali e cinegiornali italiani e seguita dalla stampa internazionale.

## Vita dopo la chiusura
Dopo la chiusura della mostra augustea, Giglioli pensò di renderla permanente in un Museo della civiltà romana con sede nel nuovo quartiere dell'EUR, nella zona sud-occidentale di Roma, dove avrebbe dovuto tenersi l'Esposizione universale prevista per il 1942. L'esposizione non ebbe mai luogo per lo scoppio della guerra, ma l'edificio che avrebbe dovuto contenere il museo progettato da Giglioli fu terminato negli anni 1950 e ospita un'esposizione permanente, depurata dei più vistosi aspetti propagandistici risalenti al regime fascista.

## Fonti
- AA.VV., Dalla mostra al museo: dalla Mostra archeologica del 1911 al Museo della Civiltà romana. Catalogo della mostra, Roma, Marsilio, 1983, specialmente pp. 77−90.
- A.M. Liberati Silverio, La Mostra Augustea della Romanità. L'allestimento della facciata, il progetto e l'organizzazione delle sale, il consuntivo della manifestazione, l'eredità, in AA.VV., "Il Palazzo delle Esposizioni", Roma 1990, pp. 223−227.
- F. Marcello, "Mussolini and the Idealisation of Empire: The Augustan Exhibition of Romanità", Modern Italy. The Journal of the Association for the Study of Modern Italy, 16:3, August 2011, pp. 223-247.
- F. Scriba, Augustus im Schwarzhemd? Die Mostra Augustea della Romanità in Rom 1937/38, Frankfurt/M, 1994.
- Id., Il mito di Roma, l'estetica e gli intellettuali negli anni del Consenso - La Mostra Augustea della Romanità 1937/38, "Quaderni di Storia", n. 41, ann. 21, 1995, pp. 67−84.
- Id., The Sacralization of the Roman Past in Mussolini's Italy - Erudition, Aesthetics, and Religion in the Exhibition of Augustus' Bimillenary in 1937-1938, in "Storia della Storiografia", n. 30, 1996, pp. 19−29.

### Fonti dell'epoca
- Mostra Augustea, Catalogo, 2 voll., 4ª edizione definitiva, Roma 1938
- Relazione morale e finanziaria, Roma 1942